# Realizmus (művészet)
A realizmus a 19. század közepén kialakult, a valóságnak átfogó, hű, és a jellemző vonásokat kiemelő ábrázolására törekvő művészeti-irodalmi irányzat. A név a latin realis (’valós’) szóból származik.

## Története
A romantika virágkorában született, mintegy annak ellentéteként, a polgári, kapitalista társadalomból való kiábrándulás a forrása. Az 1850–1870 közti két évtized a realizmus diadalának a korszaka. Mind az irodalomban, mind a festőművészetben remekművek érvelnek létjogosultsága és igaza mellett. A realizmus a pillanatnyi jelenségekkel, a felszín tünékenységével szemben a valóság lényeges elemeit hangsúlyozza. A lényegi összefüggések sűrített kidomborítása céljából elkerüli a véletlenszerű elemeket, és mondanivalóját tömöríti. A tájfestésben részletmentesen, összefogott ecsetkezeléssel, nagy egységekben adja vissza az eléje táruló valóságot, és gondja van a belső lényeg érzékeltetésére is.
A realista ábrázolás elfordult a romantika történelemszemléletétől. A heroikus témákat felváltotta a mindennapi élet objektív bemutatása. Egyszerű emberek, kőtörők, parasztok, kétkezi munkások jelennek meg, mint társadalmi osztályuk jellegzetes képviselői. Az ábrázolásmód a természethez hű kifejezésformákat honosította meg.
A realizmus stílusirányzatát nem szabad összekeverni a realista ábrázolási módszerrel. Ez utóbbi az arisztoteliánus esztétikák mimészisz-fogalmának (visszatükrözés) gyakorlati, művészi megvalósulása. Alapját a valóság pontos és részletező megfigyelése adja, célja a közösségi lét valóságának, pontosabban az egyén és a közösség kapcsolatának az ábrázolása. Bizonyos szempontból a romantika ellentéte, bár többet merített belőle annál, hogy egyértelműen és végérvényesen elutasítsa. A képzelet helyett a tárgyilagosság a legfontosabb; a részletező leírásokban is óvakodik a túlzásoktól. Az alakzatokat sem teszi dominánssá: fél az érzelmeket erősítő retorizáltságtól. A század vége felé kölcsönöz a párhuzamos irányzatoktól: a naturalizmustól, a szecessziótól és az impresszionizmustól – a keveredést erős intellektualizálással ellensúlyozza. A századforduló realizmusának képviselője például Jack London.

## Az irodalomban
A realizmus alapvető sajátossága, hogy nem bírál, csak megmutat. Ezt a jellemvonást csak a realizmus fejlődésének második fázisa, a kritikai realizmus lépte át, amely már kissé bírálóbb hangú, és ebből alakult ki a naturalizmus, amely már az ember állati, dühöngő, félelmet keltő tulajdonságait az undorítót emeli ki (és csak azokat).
További jellegzetessége, hogy a valóság bemutatásához az egyik legegyszerűbb eszközt, a hosszas, részletező leírásokat választja. Minden apró részletet nagy műgonddal részletez. Cselekményvezetése egyenes vonalú, a romantikából ismert epizódok, mellékszálak kimaradnak a realizmusból. „Hősei” hétköznapi emberek, hétköznapi tulajdonságokkal bíró típusok. A cselekmények izgalma helyett a főhős lelkét ábrázolja (például Dosztojevszkij Raszkolnyikov lelkiállapotát a gyilkosság után). A realista író mindig hihetetlen pontossággal és precizitással készül fel műve megírására (például pszichológiai és biológiai előtanulmányokkal)
A realista irodalom csaknem egy időben jelentkezett az orosz és a francia irodalomban. Franciaországban először Stendhal regényeiben, elsősorban a Vörös és feketében jelent meg a realizmus célkitűzése, bár Stendhal magát romantikusnak hitte, tudta. Az 1840-es évektől működött Balzac is, aki nagyszabású regényciklusban, az Emberi színjátékban akart minél nagyobb képet festeni korának társadalmáról. A francia realizmus elsősorban a karrierizmust próbálta leleplezni.
A cári Oroszországban az ukrán származású Gogol teremtett iskolát. Dosztojevszkij később azt vallotta: „Mindnyájan Gogol köpönyegéből bújtunk elő.”
A legjelentősebb orosz írók:
- Nyikolaj Vasziljevics Gogol
- Lev Nyikolajevics Tolsztoj
- Fjodor Mihajlovics Dosztojevszkij
- Anton Pavlovics Csehov

Az orosz irodalom, mint „minden realizmus szülőföldjének” jelentősége vitathatatlan: Az orosz társadalom cári önkényuralom alatt nyögött abban az időben, és az emberek nem állhattak ellent az uralkodónak. Az egyedüli ellenállási pont a „passzív ellenállásban” bontakozott ki. Kialakult a már Puskin Anyeginjéből is ismert „felesleges ember” típusa. A „felesleges ember” nem tesz semmit, de szeretne, azonban erejét nem tartja olyan nagynak, hogy cselekedni is tudjon, élete monoton, gépszerű. Ezt az alakot sokszor azonosították a csinovnyikkal (jellegzetes orosz hivatalnok, aki semmihez sem ért, de szolgálati ideje bőven elegendő a gazdag nyugdíjhoz).
Magát az orosz realizmust Gogol A köpönyeg (1842) című műve teremtette meg. Jellegzetes alakja a csinovnyik. Ő kiszolgáltatott, szegény, szorgalmas, „rutin-életű”, akivel Gogol megteremti a „csinovnyik-novellát”. Teljesen hétköznapi figura, az orosz társadalom tipizált alakja. Ő testesíti meg az „elgépiesedett kisembert”, akinek nincsenek emberi kapcsolatai, csak a munkájának él. Az író nagyon borúsan nézi a csinovnyik „köpönyeg-életcélját”, azaz nem mer többet akarni, megelégszik azzal, hogy köpönyeget készíttet magának (hosszas gondolkodás után).
Az angol realista irodalom a viktoriánus időkben virágzott, nagy jelentőségű képviselői Charles Dickens, Thackeray és a Bronte fivérek voltak, bár ez utóbbiak erősebben kötődnek a romantikához.
A magyar irodalomban Eötvös József és Kemény Zsigmond művei képviselték ezt az irányzatot.
Érdemes megjegyezni, hogy a klasszikus modernség megjelenésével a realizmus nem tűnt el teljesen, az ekkortájt fellépő amerikai írók is a realizmus célját, módszereit választották magukénak. Mivel kissé megkéstek, munkásságuk átvezet a 20. századba (pl Jack London), s kialakult a realizmus 20. századi változata, melynek képviselő Ernest Hemingway és Thomas Mann. A 20. században a realizmusnak még egy változata létrejött, mégpedig a Szovjetunióban. Ezt nevezték szocialista realizmusnak.

## A festészetben
A realizmus első jelentkezése a festészetben a barbizoni iskola fellépte volt. Ők az akadémikus szabályok ellen vonultak ki a természetbe. Festészetüket a legapróbb részletekre való törekvés jellemezte. A szabad ég alatt festették a természetet, nélkülük elképzelhetetlen az impresszionizmus kialakulása.
A barbizoniak plein air realizmusa után alakult ki a kritikai realizmus, melynek képviselői Gustave Courbet, Honoré Daumier, Munkácsy Mihály.
A realizmusban a festők a modern világot, és életet ábrázolták. Elvetették a vallási, mitológiai és allegorikus témákat. A stílus célja az volt, hogy rávilágítson a munkásokat, és a parasztokat sújtó szociális igazságtalanságokra. A realista forradalom a művészetben csak a témák és a motívumok kiválasztásában hozott újdonságot, mert ez a technika korábban is ismert volt a spanyol és holland festészetben.
Gustave Courbet francia festő nemcsak a modern élet jeleneteiben, hanem a festék anyagiságában, sűrűségében, szinte domborműves felrakásában is kifejezte, ehhez nem csak ecsetet, hanem festőkést is használt. Képei: Ornans-i temetés, Kőtörők, Szajnaparti kisasszonyok stb. Művészetét a polgárpukkasztásra való hajlam jellemezte. Mikor az 1851. évi Salon kiállításról kiutasították képeit, festményeit egy fabódéban állította ki. „Kiállításának” a Realizmus címet adta
Honoré Daumier, a karikatúra Michelangelója karikatúráival nevetségessé tette Lajos Fülöp királyt, a bírókat, az ügyvédeket. Csak halála után derült fény olajképeire, melyeken az atmoszferikus hatások már az impresszionizmusra emlékeztetnek, ám témáiban igazán realisták.
A cári Oroszországban is igen jelentőssé vált a kritikai realista festészet. 1871-ben alapították meg az akadémiákról kiutasított művészek a Vándorkiállítási Társaságot. Magukat peredvizsnyikeknek nevezték. Mozgalmuk a kommunista diktatúráig volt jelentős.
A német realista festészet képviselője Wilhelm Leibl (1844–1900). Leibl a falut ábrázolta, festményein fontos szerephez jutnak az atmoszferikus hatások. Leibl festészete hatott Szinyei Merse Pál munkásságára. Szinyei festményei az impresszionizmust előlegezik meg, bár Szinyei 1873-ban, a Majális megfestésekor még nem ismerhette az impresszionisták törekvéseit. Szinyei lényegében így a plein air képviselője maradt, ám hatása felmérhetetlen volt a magyar festészet további fejlődésére.

## A szobrászatban

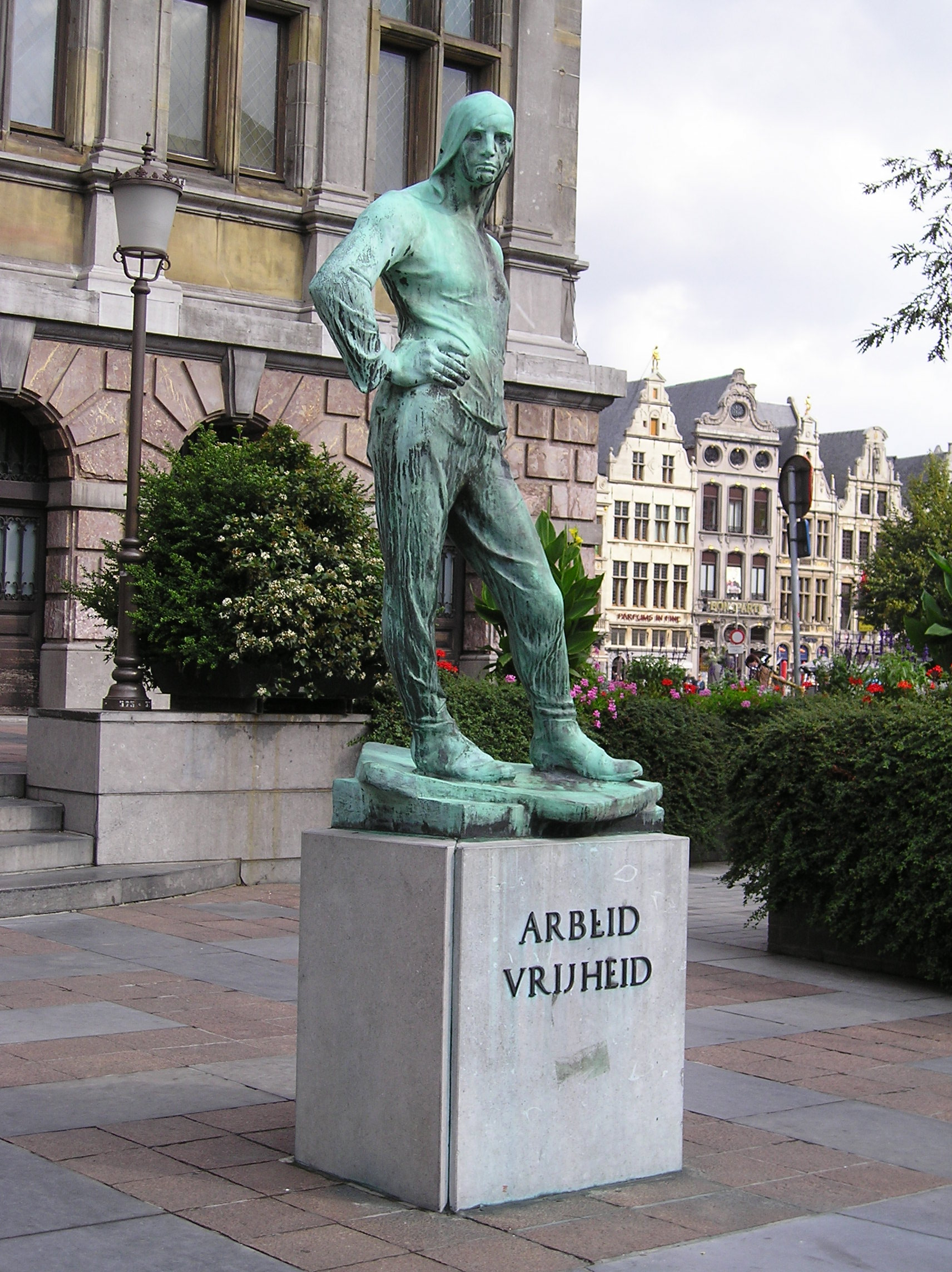
A Dokkmunkás szobra Antwerpen központjában (Constantin Meunier alkotása)

A realizmus a szobrászatban nem játszott olyan jelentős szerepet, mint a festészetben vagy az irodalomban. Kevés példája közül kiemelkedő a belga Constantin Meunier Kikötőmunkás című alkotása, amely az öntudatos kétkezi munkást ábrázolja, és már a szocialista realizmus felé mutat.
.